# Kwas kaprylowy
Kwas kaprylowy, kwas oktanowy – organiczny związek chemiczny z grupy nasyconych kwasów tłuszczowych.